# Johann Baptist von Spix
Johann Baptist Spix, a partir de 1821 Ritter von Spix (Höchstadt an der Aisch, 9 de fevereiro 1781 — 14 de março de 1826), foi um naturalista alemão.
Em 1817, Spix e o seu colega Carl von Martius foram convidados para realizar uma expedição ao Brasil, com o objectivo de descrever sua fauna e flora. Compunham a Missão Artística Austro-Alemã que acompanhou a princesa Maria Leopoldina de Áustria, futura imperatriz do Brasil. A viagem terminou em 1820 e Spix voltou para a Europa com cerca de 9 000 espécies de plantas e animais, incluindo mamíferos, aves e anfíbios. O conjunto foi a base da colecção do Museu de História Natural de Munique. A obra foi publicada com o nome de Viagem pelo Brasil 1817-1820.
O jacu-de-spix e as espécies Acanthochelys spixii e Cyanopsitta spixii (ararinha-azul) foram nomeadas em sua homenagem.

## Biografia
Spix nasceu em Höchstadt, na atual Francônia Média, como o sétimo de onze filhos. Sua casa de infância é o local do Museu Spix, aberto ao público desde 2004. Ele estudou filosofia em Bamberg e se graduou como doutor. Mais tarde, ele estudou teologia em Würzburg. Depois de assistir às palestras do jovem professor F. W. J. Schelling, Spix passou a se interessar pela natureza. Abandonou os estudos de teologia e começou a estudar medicina, onde concluiu com o segundo doutoramento em 1807.
Após um curto período de trabalho como médico em Bamberg, ele foi nomeado pelo Rei Maximiliano I José da Baviera como estudante ("Eleve") de zoologia em Munique na Academia de Ciências da Baviera em Munique em 1808. Ele recebeu uma bolsa de estudos para vá a Paris para aprender zoologia científica com Georges Cuvier e outros. De lá, ele também fez uma primeira excursão à costa marítima da Normandia, no norte da França. Mais tarde, ele viajou para o sul da França e Itália, coletando animais para a coleção zoológica da Academia de Ciências e Humanidades da Baviera e investigando animais marinhos.
Em 1810, Spix voltou a Munique, onde foi contratado pela Academia Real de Ciências para organizar o museu de zoologia; no mesmo ano classificou a coleção zoológica e escreveu sua primeira publicação sobre estrelas do mar e outros animais marinhos. Após esta primeira publicação fundamental, um livro sobre a história da classificação zoológica, publicado em 1811, ele foi nomeado membro da Academia de Ciências da Baviera. Spix também foi nomeado o primeiro conservador, agora em linha com o diretor-título, da coleção zoológica da Baviera, considerada a fundação do Zoologische Staatssammlung München. Ele publicou vários outros trabalhos, sendo o mais importante uma morfologia comparativa dos crânios de muitos animais diferentes, incluindo homens, macacos, répteis, pássaros e outros. Este livro, a Cefalogênese, publicado em 1815, foi escrito em latim e ilustrado com belas litografias.

## Expedição ao Brasil

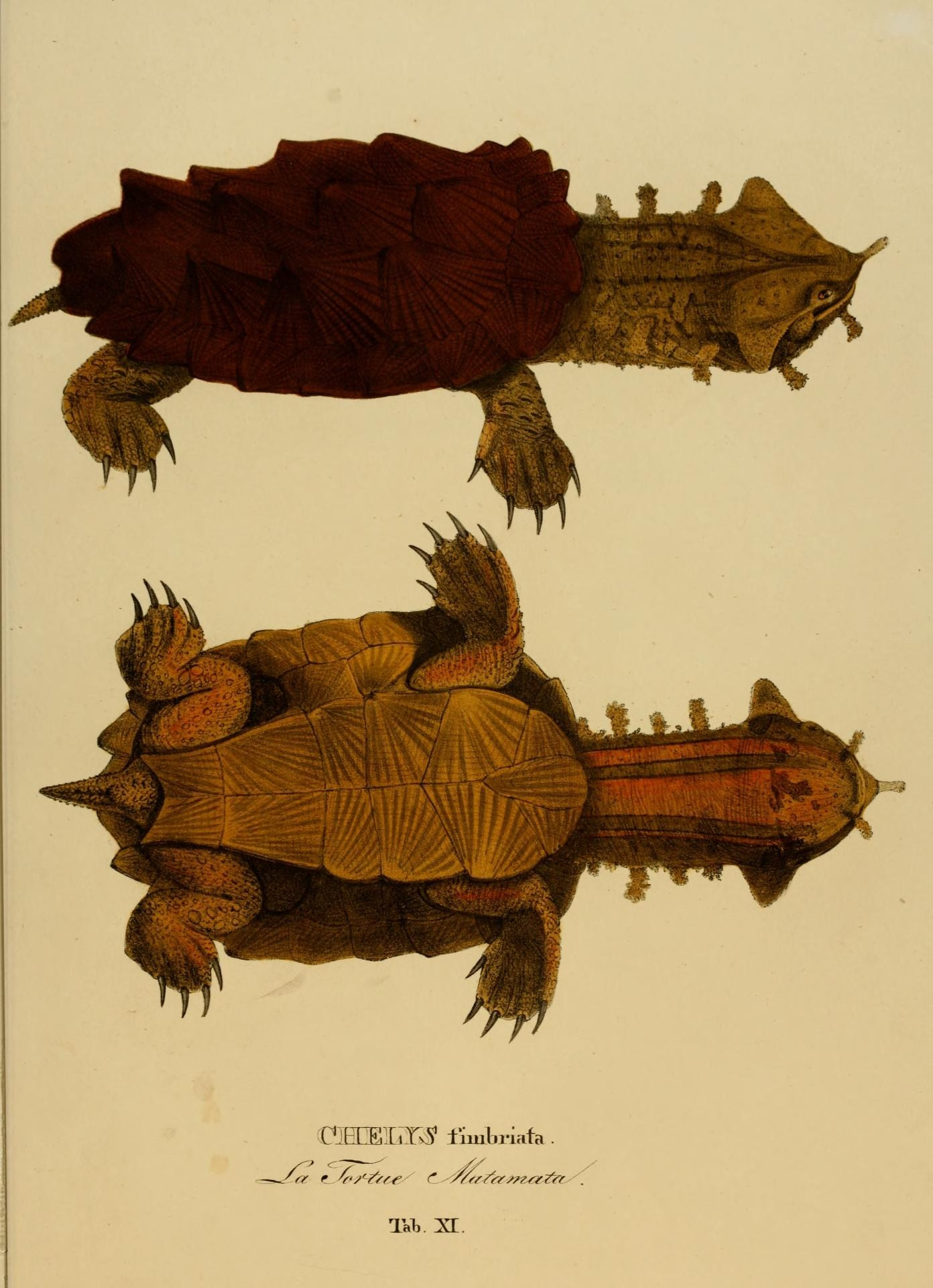
Ilustração de uma mata mata coletada por Spix no Brasil

Em 1817, Spix e Carl Friedrich Philipp von Martius viajaram ao Brasil com um grupo de naturalistas austríacos que acompanhavam Maria Leopoldina da Áustria, sua experiência e renome influenciaram na escolha para coordenar as pesquisas científicas.
Primeiro foram para o Rio de Janeiro, mas logo os dois deixaram o grupo austríaco e viajaram sozinhos pelo Brasil. Spix e Martius viajaram do sul do Rio de Janeiro ao norte de São Paulo. Durante esta parte da viagem, eles foram acompanhados pelo pintor austríaco Thomas Ender. Depois seguiram para Ouro Preto e Diamantina, na província de Minas Gerais, onde descreveram a mineração de diamantes. De lá, seguiram ao norte, pelo continente, e voltaram para o litoral na Bahia, passando por Salvador, Ilhéus e outras localidades da região.
Eles cruzaram a seca Caatinga no Nordeste do Brasil, sofrendo de diversas doenças graves, e várias vezes quase morreram de sede. Durante toda a viagem, os cientistas coletaram e descreveram animais e plantas, mas também tudo o mais de interesse científico. Eles descreveram os povos indígenas e seus hábitos, tudo de possível importância econômica, investigaram o meteorito gigante Bendegó e descobriram peixes fósseis da Formação Santana.
A última parte da expedição foi a subida do rio Amazonas, então na Capitania do Grão-Pará. Em certo ponto, Spix e Martius seguiram rotas diferentes para explorar a região. Spix foi para Tabatinga, na fronteira com o Peru, e de Manaus subindo o rio Negro. Martius viajou de barco pelo rio Japurá e levou para Munique duas crianças indígenas brasileiras de duas tribos diferentes, os Juri e os Miranha. As crianças foram batizadas Johannes e Isabella. Spix e Martius retornaram em 1820 a Munique com espécimes de milhares de plantas, animais e objetos etnológicos. Os espécimes zoológicos formaram a base da coleção do Museu de História Natural em Munique, os objetos etnológicos de Spix e Martius são a base do Museum für Völkerkunde München (agora: Museum Fünf Kontinente).
O resultado desta expedição de três anos de viagem, iniciada em 1817 e terminada em 1820, que atravessou o país do Rio de Janeiro até a fronteira do Amazonas com a Colômbia, percorrendo quase 10 mil quilômetros por sete atuais estados brasileiros, foram 3.381 espécies de animais brasileiros catalogadas, documentação de línguas indígenas e formação de extensas coleções para estudos científicos.

## Publicações

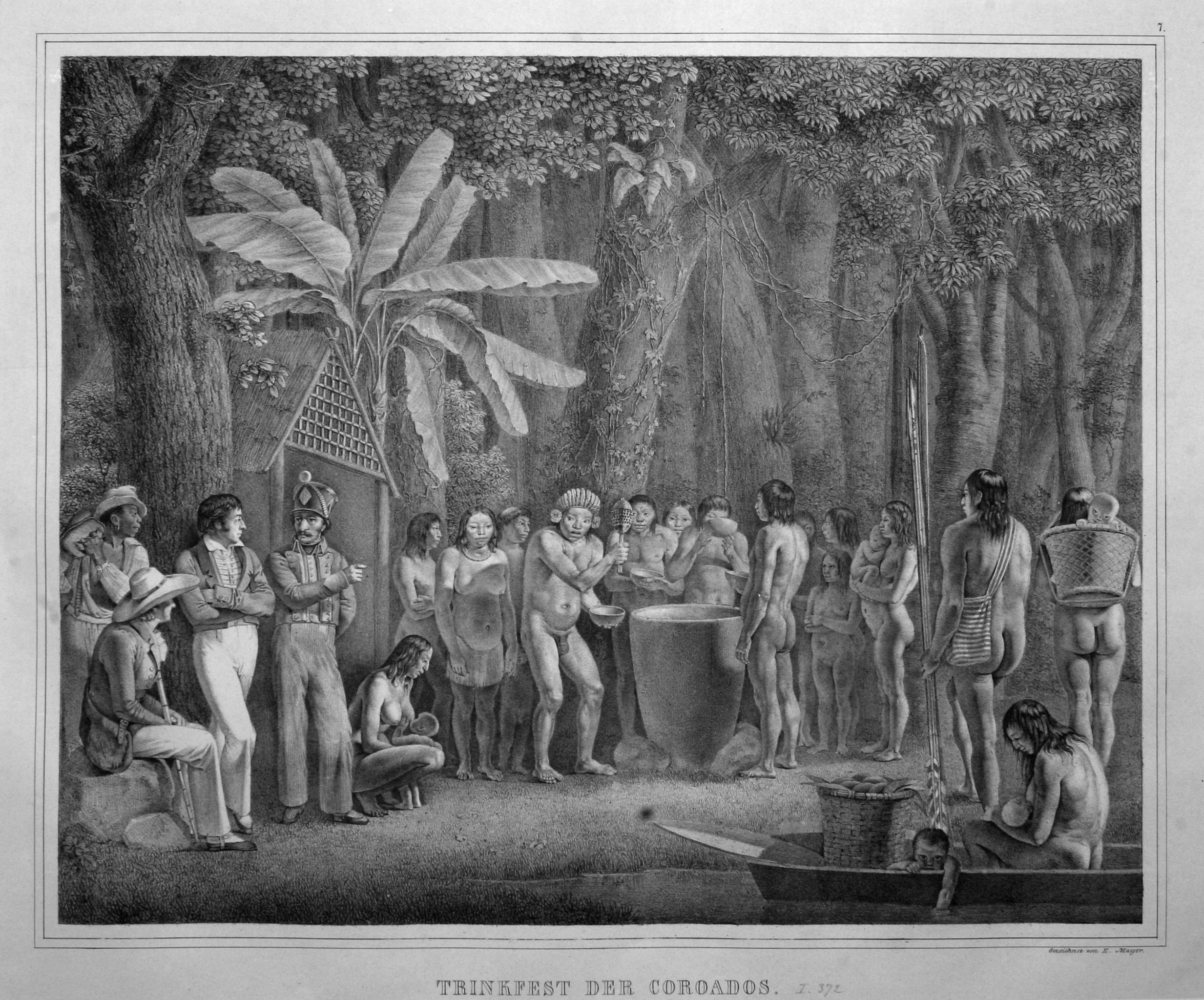
Viagens pelo Brasil, nos anos 1817-1820

Spix foi homenageado e nomeado cavaleiro pelo rei da Baviera. Ele trabalhou duro em seus materiais zoológicos e preparou uma descrição da jornada junto com Martius. Esta descrição foi impressa em três volumes em 1823, 1828 e 1831, traduzidos para o inglês (somente o primeiro volume) e para o português, que ainda são de grande importância. Spix morreu durante a preparação do segundo volume, mas Martius terminou sua publicação usando as notas de Spix e dele mesmo. Spix descreveu e nomeou muitos pássaros, macacos, morcegos e répteis. Ao todo, ele descreveu cerca de 500 a 600 espécies e subespécies. Além disso, várias espécies têm o seu nome. Entre as descobertas mais conhecidas de Spix está a espécie de arara-preta, batizada em homenagem ao explorador do naturalista alemão Georg Marcgrave. Spix morreu em 13 de maio de 1826 em Munique, possivelmente de uma doença tropical como a bouba ou a doença de Chagas.

## Legado
Spix é comemorado nos nomes científicos de três espécies de répteis sul-americanos: Acanthochelys spixii, uma tartaruga; Chironius spixii, uma cobra; e Micrurus spixii, uma cobra coral venenosa. 
O Cathorops spixii, o bagre-do-mar Madamango, foi batizado em sua homenagem em 1829.
A Universidade de Bamberg, Alemanha, estabeleceu uma cátedra visitante internacional anual que leva o nome de Spix.

## Trabalhos
- 1811: Geschichte und Beurtheilung aller Systeme in der Zoologie nach ihrer Entwicklungsfolge von Aristoteles bis auf die gegenwärtige Zeit. - Schrag'sche Buchhandlung I-XIV; 710pp.
- 1815: Cefalogênese sive Capitis Ossei Structura, Formatio et Significatio per omnes Animalium Classes, Familias, Genera ac Aetates digesta, atque Tabulis illustrata, Legesque simul Psychologiae, Cranioscopiae ac Physiognomiae inde derivatae. -Typis Francisci Seraphici Hübschmanni, Monachii: 11 e 72pp; 9 Taf.
- 1823: Simiarum et Vespertilionum Brasiliensium espécie novae ou Histoire Naturelle des espècies nouvelles de singes et de chauves - souris observées et recueillies pendant le voyage dans l'interieur du Brésil exécuté par ordre de SM Le Roi de Bavière dans les années 1818, 1818, 18, 1820. - Typis Francisci Seraphi Hybschmanni, Monachii: I - VIII, 1-72, 28 tabelas.
- 1824a: Animalia nova sive espécie novae Testudinum et Ranarum, quas in itinere per Brasiliam annis MDCCCXVII - MDCCCXX Iussu et Auspiciis Maximiliani Josephi I. Bavariae Regis suscepto collegit et descripsit. - Typis Franc. Serafim. Hübschmanni, Monachii: 1-29, 22 tabelas - 1981 Soc. para o Estudo de Anfíbios e Répteis com uma introdução de PE Vanzolini
- 1824b: Avium species novae, quas in itinere per Brasiliam Annis MDCCCXVII - MDCCCXX Iussu et Auspiciis Maximiliani Josephi I. Bavariae Regis suscepto collegit et descripsit. - Typis Franc. Serafim. Hübschmanni, Monachii: Tom. I, 1-90, 91 tabes; Tom. II, 1-85, 109 Taf.
- Spix & Wagler 1824: Serpentum Brasiliensium Species novae ou Histoire Naturelle des speces nouvelles de Serpens, Recueillies et observées pendent le voyage dans l'interieur du Brésil dans les Années 1817, 1818, 1819, 1820... publicado por Jean de Spix,... escrito depois das notas do Voyageurpor Jean Wagler - Typis Franc. Serafim. Hübschmanni, Monachii: 1-75, 26 Taf. - reimpresso em 1981 Soc. para o Estudo de Anfíbios e Répteis, Oxford; com uma introdução de PE Vanzolini
- Spix & Martius 1823-1831: Reise em Brasilien auf Befehl Sr. Majestät Maximilian Joseph I. König von Baiern em den Jahren 1817-1820 gemacht und beschrieben. 3 Volumes e um Atlas - Verlag M. Lindauer, München. 1388pp. (Bd. II und III editado por CFPh. V. Martius) - reimpressão, 1967, FA Brockhaus Komm. Ges. Abt. Antiquarium, Stuttgart - também disponíveis traduções em inglês (1º vol.) e português.